# César Rodríguez (athlétisme)
Pour les articles homonymes, voir César Rodríguez et Rodriguez.
César Augusto Rodríguez Diburga (né le 26 juin 1997 à Huancayo) est un athlète péruvien, spécialiste de la marche.
Il est porte-drapeau lors des Jeux olympiques de la jeunesse à Nankin où il termine quatrième.
Il remporte sur 10 km le titre de champion sud-américain junior à Cuenca en mai 2015. Le 25 juin 2017 à Luque, il remporte la médaille de bronze sur 20 000 m lors des Championnats d'Amérique du Sud.

## Palmarès
| Date | Compétition                    | Lieu       | Résultat | Épreuve                   | Performance        |
| ---- | ------------------------------ | ---------- | -------- | ------------------------- | ------------------ |
| 2017 | Championnats d'Amérique du Sud | Luque      | 3e       | 20 000 m marche           | 1 h 25 min 58 s 3  |
| 2018 | Championnats ibéro-américains  | Trujillo   | 2e       | 20 000 m marche           | 1 h 23 min 22 s 96 |
| 2018 | Jeux sud-américains            | Cochabamba | 2e       | 20 km marche              | 1 h 26 min 23 s    |
| 2022 | Championnats ibéro-américains  | La Nucia   | 3e       | 10 000 m marche           | 40 min 13 s 10     |
| 2024 | Jeux olympiques                | Paris      | 4e       | Marche par équipes mixtes | 2 h 51 min 56 s    |

## Records
| Épreuve         | Performance        | Lieu       | Date             |
| --------------- | ------------------ | ---------- | ---------------- |
| 10 000 m marche | 40 min 1 s 06      | Lima       | 13 novembre 2021 |
| 20 000 m marche | 1 h 23 min 22 s 96 | Trujillo   | 26 août 2018     |
| 20 km marche    | 1 h 18 min 23 s    | La Corogne | 18 mai 2024      |
| 35 km marche    | 2 h 29 min 24 s    | Eugene     | 24 juillet 2022  |